# 지크부르크

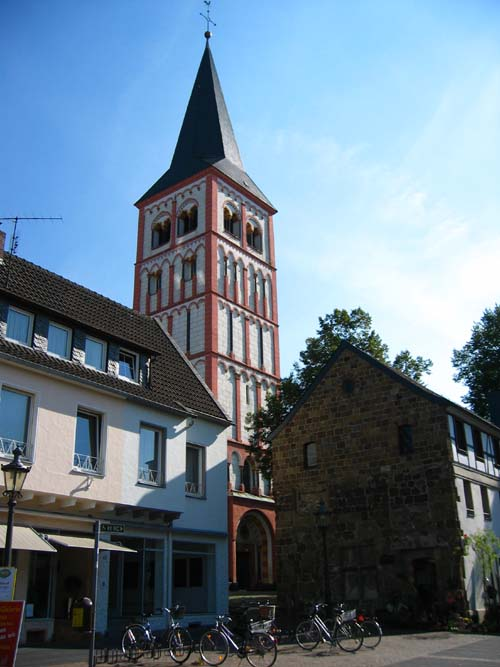
지크부르크

지크부르크(독일어: Siegburg)는 독일 노르트라인베스트팔렌주에 위치한 도시로 면적은 23.47km2, 높이는 60m, 인구는 41,016명(2015년 12월 31일 기준), 인구 밀도는 1,700명/km2이다. 도시 이름은 독일어로 "지크강에 세워진 요새"를 뜻한다. 본에서 10km, 쾰른에서 26km 정도 떨어진 곳에 위치한다.

시 문장

## 자매 도시
- 프랑스 노장쉬르마른
- 포르투갈 구아르다
- 폴란드 볼레스와비에츠
- 튀르키예 셀추크
- 일본 유자와시